# Мирон Крићанин
Свети мученик Мирон Крићанин је православни светитељ
и мученик.
Рођен је и одрастао у Мегало Кастру, Ираклион, Крит, где је радио као кројач.
Године 1793. Турци су га ухапсили под оптужбом да је завео Туркињу. На суду је доказао своју невиност, али је био под притиском да се преобрати у ислам, а када је одбио, осуђен је на смрт вешањем. 
Православна црква помиње светог Мирона 20. марта.